# 미유키촌 (히로시마현)
미유키촌(일본어: 御幸村)은 일본 히로시마현 후카야스군에 있던 촌이다. 현재의 후쿠야마시의 일부에 해당한다.